# Reteporella flabellata
Reteporella flabellata är en mossdjursart som beskrevs av Busk 1884. Reteporella flabellata ingår i släktet Reteporella och familjen Phidoloporidae. Inga underarter finns listade i Catalogue of Life.